# Asia Times Online
Asia Times Online (förkortning ATol) är en Hongkong- och Thailand-baserad tvåspråkig nättidning om politik, ekonomi och affärsliv. 